# حزب الرسالة الأردني
حزب الرسالة حزب سياسي أردني تأسس بتاريخ 31 كانون أول 2002. ومن قياداته حازم قشوع (وهو وزير سابق). يُصنف الحزب بأنه حزب وسط قريب من الحكومة. شارك الحزب بالانتخابات البلدية والنيابية (البرلمانية) في الأردن، لم يفز بأي منها.